# باسني
باسني (بالكردية: باسنێ)‏ هي مدينة عراقية ومركز ناحية سيويل مركز قضاء شاربازير في محافظة السليمانية شمال العراق.